# شاهندة (رواية)
شاهندة هي رواية للكاتب الإماراتي راشد عبد الله النعيمي، وهي أول رواية إماراتية.

## القصة
تتحدث الرواية عن الفتاة شاهندة فائقة الجمال التي يتمناها الجميع، اختطفها هي ووالديها نخاس، وقام ببيعهم، فتبدأ قصة شاهندة، ومحاولات الجميع للحصول عليها. وصفت الرواية التي كُتبت من وحي الحقيقة بالتفصيل الممل تجارة الرقيق والنساء في الإمارات، من خلال استعراض حياة جارية اسمها شاهندة اختطفها التجار من بلدها وباعوها في الإمارات.
هي فتاة مكتملة الأنوثة في الـ17 من عمرها نزلت بإحدى مدن الدولة بحثاً عن الرزق، وتلقفتها يدا أحد النخاسين، الذي أعطى لنفسه الحق في أن يكون سيداً ومالكاً لها وباعها للذئاب الجائعة من البشر.. بعد فترة اشتد عودها وردت الصاع صاعين لمن باعها ومن استعبدها وانتقمت بشكل قاسٍ من الجميع، وأصبحت (خرابة بيوت) تنتقم لمجرد الانتقام من مجتمع ترى أنها ضحية له لأنه عقّها قبل أن تعقّه.

## الإرث
قامت دائرة الثقافة والإعلام في عجمان بإحياء أو إلقاء الضوء من جديد على رواية شاهندة، وتمثلت هذه المبادرة في تنظيم ملتقى يحمل اسم الرواية هو ملتقى شاهندة للابداع الروائي (الدورة الأولى) الذي انطلق 06-19-2009 في عجمان وتمركز حول موضوع المكان في الرواية الخليجية.

## وصلات خارجية
انحرافات شكل تاني نسخة محفوظة 16 فبراير 2020 على موقع واي باك مشين.